# Оберндорф (Пфальц)
Оберндорф (нем. Oberndorf) — община в Германии, в земле Рейнланд-Пфальц.
Входит в состав района Доннерсберг. Подчиняется управлению Альзенц-Обермошель. Население составляет 264 человека (на 31 декабря 2010 года). Занимает площадь 2,80 км².